# Xanthorhoe hummeli
Xanthorhoe hummeli är en fjärilsart som beskrevs av Alexander Michailovitsch Djakonov 1926. Xanthorhoe hummeli ingår i släktet Xanthorhoe och familjen mätare. Inga underarter finns listade i Catalogue of Life.